# Saengil-myeon
Saengil-myeon (koreanska: 생일면) är en socken i den sydvästra delen av Sydkorea, 360 km söder om huvudstaden Seoul. Den ligger i kommunen Wando-gun i provinsen Södra Jeolla.  Soan-myeon består av huvudön Saengildo, ön Deogudo med 114 invånare (2020) och 12 obebodda småöar.